# Garry Marshall
Garry Kent Marsciarelli (New York, 13 november 1934 – Burbank, 19 juli 2016) was een Amerikaans filmregisseur, filmproducent, en filmacteur. Hij is voornamelijk bekend van de films Pretty Woman, Runaway Bride, en Valentine's Day. Hij bedacht en ontwikkelde de televisieseries The Odd Couple, Happy Days, en Mork & Mindy.

## Levensloop
Marshall werd geboren in The Bronx, een van de boroughs van New York, als zoon van Marjorie Irene Ward, een tapdans-lerares, en regisseur Anthony Wallace Marshall. Hij was de broer van filmregisseuse Penny Marshall.
Zijn vader was van Italiaanse afkomst en veranderde zijn naam van 'Masciarelli' naar 'Marshall'. Zijn familie komt uit de Abruzzen. In zijn jeugd ging hij naar de 'DeWitt Clinton High School' en later naar de Northwestern University. Marshall overleed op 81-jarige leeftijd ten gevolge van complicaties van een longontsteking na een beroerte. Hij werd begraven in het Forest Lawn Memorial Park in Hollywood Hills.

## Filmografie
In bijna alle films van Marshall heeft Héctor Elizondo een rol.
- 2016 · Mother's Day
- 2011 · New Year's Eve
- 2011 · Dear Eleanor
- 2010 · Valentine's Day
- 2007 · Georgia Rule
- 2004 · The Princess Diaries 2: Royal Engagement
- 2004 · Raising Helen
- 2001 · The Princess Diaries
- 1999 · Runaway Bride
- 1999 · The Other Sister
- 1996 · Dear God
- 1994 · Exit to Eden
- 1991 · Frankie and Johnny
- 1990 · Pretty Woman
- 1986 · Nothing in Common